# Mijaíl Shemiakin
Mijaíl Shemiakin, también conocido como Mihail Chemiakin y M. Chemiakine (en ruso: Михаи́л Михайлович Шемя́кин, nacido el 4 de mayo de 1943, Moscú), es un editor, escenógrafo, escultor y pintor ruso de etnia adigué.

## Datos biográficos
Mijaíl Shemiakin es un editor, escenógrafo, escultor y pintor, y un controvertido representante de la corriente inconformista frente a la tradición artística de San Petersburgo.
Shemiakin nació en el seno de una familia militar. Su padre, un cabardino de las montañas del Cáucaso apodado Kardánov, perdió a sus padres y fue adoptado por el oficial de la Movimiento Blanco apodado Shemiakin. Su padre adoptivo fue pronto asesinado y el padre de Mijaíl se convirtió en oficial de la Armada Soviética. Recibió una de las primeras medallas de la Orden de la Bandera Roja a la edad de trece años y sirvió a la armada desde entonces.
Su madre fue la actriz Yulia Predtéchenskaya.
Mijaíl Shemiakin pasó sus primeros años en la Alemania del Este. Su padre estuvo destinado por la Armada allí. Su familia regresó a la Unión Soviética en 1957 y estudió en la escuela secundaria de arte afiliada con el Instituto Iliá Repin de Pintura, Escultura y Arquitectura en Leningrado (actual San Petersburgo). En 1961 fue sometido a tratamiento psiquiátrico forzado para "curarlo" de las visiones inadaptadas a las normas del ideario soviético.
Posteriormente tuvo un trabajo en el Museo del Hermitage. Con sus colegas del museo organizó una exposición en 1964, tras la cual el director del museo, Mijaíl Artamónov, fue despedido y todos los participantes forzados a marcharse. En 1967 fue coautor con el filósofo Vladímir Ivánov de un tratado llamado "sintesismo metafísico", que desarrollaba sus principios artísticos , y creó el "Grupo de San Petersburgo" de artistas. Finalmente, en 1971 fue exiliado por no ajustarse a las normas del realismo socialista.
Tras salir de la Unión Soviética, permaneció un tiempo en Francia, pero se trasladó a la ciudad de Nueva York en 1981. Durante su estancia en París, Francia, publicó Apollon-77, que fue un almanaque de arte postestalinista, poesía y fotografía.
Algunos críticos de arte han clasificado su obra dentro del surrealismo grotesco, un retrato del mundo como un colorido carnaval, capaz de intimidar al espectador en su aterradora metamorfosis.
Curiosamente, Shemiakin, aunque nacido en Rusia, firma todas sus obras con su nombre en francés, "M. Chemiakine", mientras los títulos, están siempre en ruso. Además, la colocación de su firma varía de un lienzo a otro: ya sea en las esquinas inferior derecha o inferior izquierda , aunque siempre es en la parte inferior del lienzo.
El regreso de Mijaíl Shemiakin a la URSS sólo se permitió en 1989 después de 18 años de exilio.
Mijaíl creó el Instituto de la filosofía y la psicología de la creatividad en la ciudad de Hudson (EE. UU.).
En 1993 la ciudad de Nancy y la galería parisina Le Monde de l'Art, organizaron el evento cultural "El Verano de la escultura" (del francés: l'Eté de la sculpture). Las esculturas monumentales de Andrey Lekarski y Mijaíl Shemiakin fueron expuestas durante 3 meses en la plaza Stanislas.

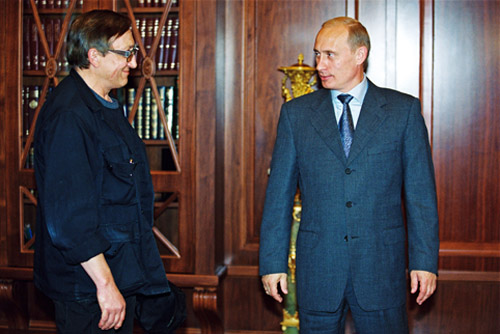
Mijaíl Shemiakin recibido por Vladímir Putin tras su regreso a Rusia en 2001

En 2001, comisionado por la ciudad de Moscú, creó un monumento en honor a "Los niños - víctimas de los vicios adultos", un poderoso grupo de esculturas en parque de 2000 metros al sur del Kremlin, detrás de la residencia del embajador británico.
Desde aproximadamente 2001, ha estado trabajando como diseñador artístico en la próxima película rusa de animación Gofmaniada. Ha dirigido y diseñado la reciente producción del Teatro Mariinski de El cascanueces.
En 2007, Shemiakin volvió a Francia, donde se instaló cerca de la ciudad de Châteauroux.
Periódicamente trabaja en San Petersburgo.

## Premios
- Premio Estatal de Rusia en 1993
- Premio Presidencial en 1997
- Premio "Petropolis" 2001
- Orden de la Amistad de 4 de noviembre de 2009
- Orden de las Artes y las Letras de Francia

(pinchar sobre la imagen para agrandar) 